# 傷だらけの夢
「傷だらけの夢」（きずだらけのゆめ）は、高橋洋子の21枚目のシングル。2008年8月27日にコロムビアミュージックエンタテインメントから発売された。

## 概要
- コロムビアミュージックエンタテインメントから発売された唯一のシングル。
- OVA『COBRA THE ANIMATION ザ・サイコガン』のオープニングテーマである[1]。
- 監督の寺沢武一に指名されて担当することになった[2]。
- 高橋がOVAの主題歌を担当するのは『チャーミー・キティ』のエンディングテーマ「こっちをむいてチャーミー」（CD未収録）以来で3年ぶりである。
- 同アニメのエンディングテーマ「Wanderer」と同時発売された[3]。
- カップリングの「Fantasy」は、『コブラ』の登場人物であるアーマロイド・レディに焦点を当てた楽曲になっている[2]。

## 収録曲
1. 傷だらけの夢 [4:01]
作詞：及川眠子、作曲・編曲：米田直之
  - OVA『COBRA THE ANIMATION ザ・サイコガン』オープニングテーマ
2. Fantasy [4:50]
作詞：高橋洋子、作曲・編曲：森大輔
3. 傷だらけの夢 (オリジナル・カラオケ) [4:01]
4. Fantasy (オリジナル・カラオケ) [4:48]

## 参加ミュージシャン
| 傷だらけの夢 | 傷だらけの夢                    |
| ------------ | ------------------------------- |
| トランペット | 鈴木正則、小林太                |
| トロンボーン | 河合わかば                      |
| サックス     | 竹野昌邦                        |
| ヴァイオリン | 伊藤佳奈子                      |
| チェロ       | 橋本しのぶ                      |
| ギター       | 小堀浩                          |
| Fantasy      |                                 |
| ギター       | オオニシユウスケ（small color） |
| ベース       | 岡雄三                          |
| コーラス     | 森大輔                          |

## 収録アルバム
| 曲名         | バージョン | 収録アルバム                                                             | 発売日        | 規格品番   | トラック番号 |
| ------------ | ---------- | ------------------------------------------------------------------------ | ------------- | ---------- | ------------ |
| 傷だらけの夢 | OVAサイズ  | 『COBRA THE ANIMATION "THE PSYCHOGUN"&"TIME DRIVE" COMPLETE SOUNDTRACK』 | 2010年1月20日 | COCX-36021 | Disc1-#38    |
| 傷だらけの夢 | （原曲）   | 『コブラ ソング・コレクション』                                          | 2010年3月31日 | COCX-36110 | #8           |

## スタッフクレジット
| レコーディング&ミックス・エンジニア | 阪口和代（#1,3）、荻野晋平（#2,4）                                                                       |
| レコーディング&ミックス・スタジオ   | サウンド・シティスタジオ（#1,3）、スタジオA-tone四ツ谷（#1,3）、スタジオA-tone西麻布（#1,3）             |
| レコーディング・スタジオ            | ファンキー・ジャムスタジオ（#2,4）                                                                       |
| ミックス・エンジニア                | 川本ゴン太（#2,4）                                                                                       |
| ミックス・スタジオ                  | ソニー・ミュージックスタジオ（#2,4）                                                                     |
| マスタリング・エンジニア            | 佐藤洋                                                                                                   |
| マスタリング・スタジオ              | 一口坂マスタリング                                                                                       |
| ジャケット・デザイン                | 坂村健次（C2design）                                                                                     |
| アーティスト・マネジメント          | 高橋純、後藤麻美                                                                                         |
| 制作協力                            | ハピネット、エイガアルライツ、マジックパス、ファンキー・ジャム、スタージャムコーポレーション、メロネスト |